# Johann Eimann

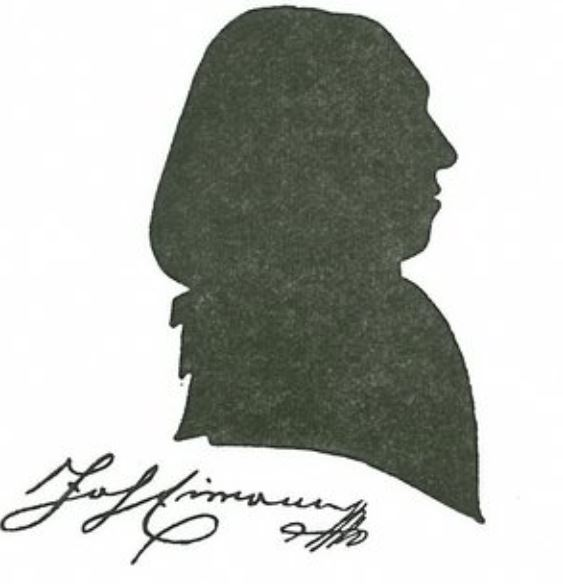
Johann Eimann, Scherenschnitt

Johann Eimann, (auch Eymann) (* 23. April 1764 in Duchroth, Heiliges Römisches Reich; † 30. September 1847 in Neu-Siwatz, Kaisertum Österreich) war Kolonist und Begründer der deutschen Ansiedlungsgeschichte in der Batschka.

## Leben
Eimann war Mennonit. Er war Sohn von Peter und Barbara Eimann, geb. Fritz. Die Familie wanderte ursprünglich aus der Schweiz in die Pfalz ein. Von 1771 bis 1777 besuchte er die Dorfschule in Duchroth, im Anschluss bis 1780 die Lateinschule in Meisenheim. Bevor er sich in die Universität Heidelberg immatrikulieren konnte, verstarb sein Vater, was sein Studium unmöglich machte. Notgedrungen erlernte er bei seinem Stiefbruder 1781–1783 das Müllerhandwerk.
Er bildete sich in der Freizeit weiter und arbeitete anschließend als Erzieher und Lehrer in Sobernheim. In der Folge versuchte er, sich als Kanzlerschreiber zu bewerben, was wegen seines Glaubens erfolglos blieb. Um unabhängig zu werden, bewarb er sich zunächst um die Aufnahme in ein Dragonerregiment und anschließend in das Régiment Royal Deux-Ponts. Wegen seiner körperlichen Schwäche hatte er auch hier keinen Erfolg.
Im Frühjahr 1783 wurde in der Pfalz ein gedrucktes Werbepatent für Siedler in Ungarn, Böhmen, Galizien und Lodomerien verbreitet. Kaiser Joseph II. hatte zuvor mit Toleranzpatenten auch Nichtkatholiken die Religionsausübung ermöglicht. Eimann entschloss sich daraufhin zur Auswanderung. Zusammen mit seiner Braut Elisabeth Heinrich wanderte er am 30. Mai 1785 aus. Am 6. Juli 1785 wurde das Paar in Wien getraut; am 21. Juli 1785 erreichten sie Neuwerbass, heute Vrbas, in der Batschka.
Eimann erhielt die Stellung des Baukanzlisten des Kulaer Rentamtes und wurde mit der Vollendung des halbfertigen Kolonistendorfes Neuwerbaß betraut. Bereits am 8. April 1786 beförderte man Eimann angesichts seines eifrigen Dienstes zum Baurechnungsführer. Bei der lebenswichtigen Entwässerung der überschwemmten Gebiete nahm er eine wichtige Position ein. Nach Beendigung der josefinischen Ansiedlung in der Batschka im Jahre 1789 wurden die Kolonisationsämter aufgelöst. Eimann übernahm das Lehramt in Neu-Siwatz und behielt diese Stelle von 1789 bis 1792. Er versah in dieser Zeit gelegentlich den Predigerdienst. Von 1793 bis 1826 war er als Gemeindenotar tätig.
1820 schrieb Eimann ein Buch über die josefinische Kolonisation der Batschka mit dem Titel „Der deutsche Kolonist, oder die deutsche Ansiedlung unter Kaiser Joseph dem Zweiten in den Jahren 1783 bis 1787 absonderlich im Königreich Ungarn in dem Bacser Comitat“.

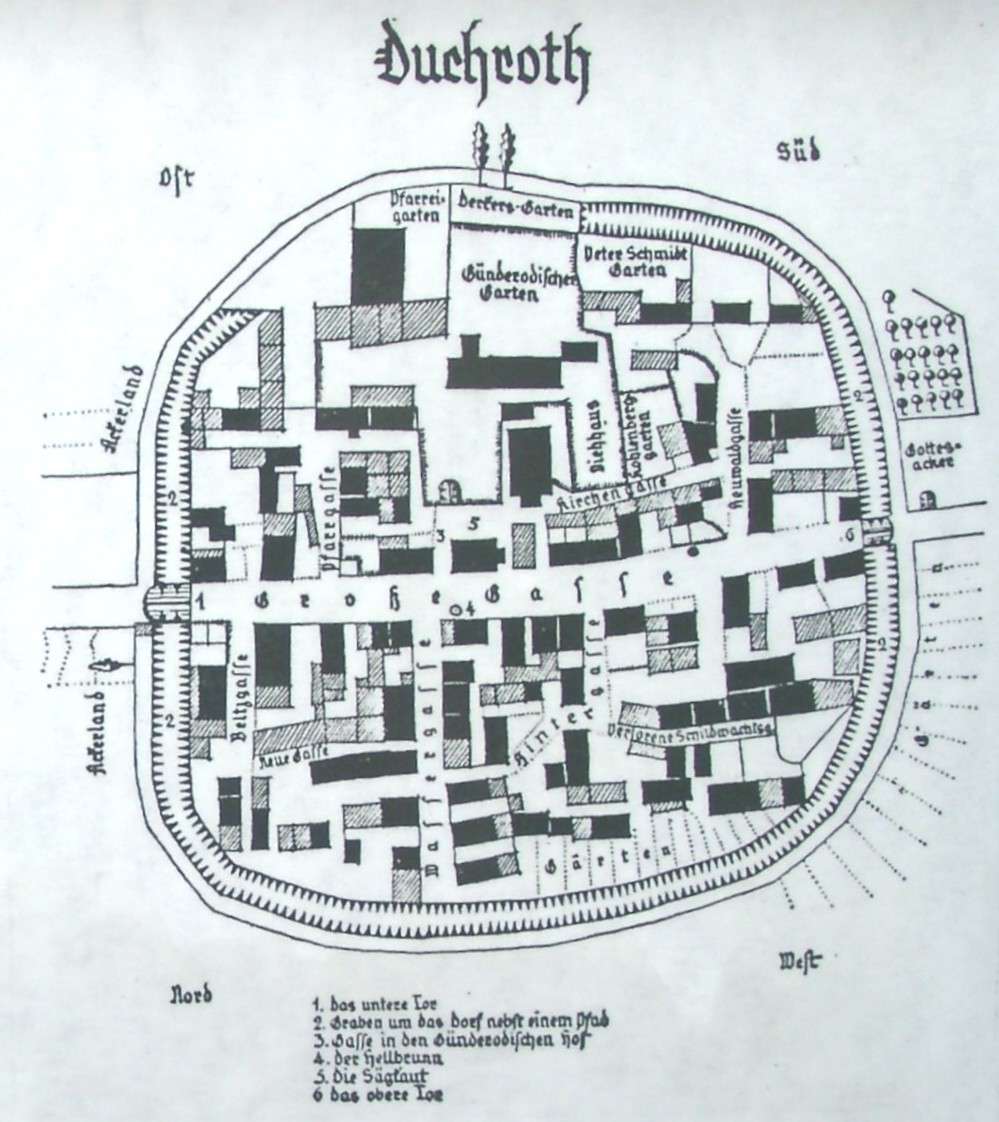
Ortsplan von Duchroth 1798

 Zeitlebens war er seiner Heimatgemeinde Duchroth innigst verbunden. Aus dem Gedächtnis zeichnete er 1798 den Ortsplan von Duchroth, der die heute noch größtenteils vorhandene Dorfstruktur exakt zeigt.
Am alten Schulhaus in Duchroth in der Pfalz ist eine Gedenktafel zur Erinnerung an Johann Eimann angebracht.
Zum Gedenken an Johann Eimann wird seit 1962 von der Donaudeutschen Landsmannschaft in Rheinland-Pfalz jährlich die Johann-Eimann-Plakette an eine Persönlichkeit verliehen, die sich um die donaudeutsche Geschichte große Verdienste erworben hat. Sämtliche Träger der Plakette von 1962 bis 2012 werden in der Neuauflage 2013 seines Buches Der Deutsche Kolonist aufgeführt. Beispielhaft seien hier der Bundesvorsitzende der Landsmannschaft der Donauschwaben in Deutschland Hans Supritz (Verleihung 2010) und der Österreicher Georg Wildmann (Verleihung 2012) genannt.

## Ehrungen
- Gedenktafel am alten Schulhaus in Duchroth
- Johann-Eimann-Plakette der Donaudeutschen Landsmannschaft in Rheinland-Pfalz